# Young Artist Awards 2012
Die Young Artist Awards 2012 wurden von der Young Artist Foundation, einer 1979 gegründeten Non-Profit-Organisation, am 6. Mai 2012 im Empire Ballroom des Sportsmen’s Lodge, einem Hotel in Studio City, Los Angeles, vergeben. Die Nominierungen wurden bereits vorher am 31. März 2012 bekannt gegeben. Es ist die 33. Verleihung der Awards seit der ersten Verleihung im Jahre 1979. Die Auszeichnung wurde in insgesamt 43 Kategorien für herausragende Leistungen von jungen Schauspielern und Schauspielerinnen in den Bereichen Film, Fernsehen und Theater verliehen.

## Preisträger und Nominierte im Bereich Film

### Bester Hauptdarsteller in einem Spielfilm
- Dakota Goyo – Real Steel
  - Asa Butterfield – Hugo Cabret (Hugo)
  - Joel Courtney – Super 8
  - Nathan Gamble – Mein Freund, der Delfin (Dolphin Tale)
  - Brian Gilbert – The Son of No One
  - Zachary Gordon – Gregs Tagebuch 2 – Gibt’s Probleme? (Diary of a Wimpy Kid: Rodrick Rules)
  - Jose Julian – A Better Life

### Beste Hauptdarstellerin in einem Spielfilm
- Chloe Grace Moretz – Hugo Cabret (Hugo)
  - Jordana Beatty – Judy Moody and the Not Bummer Summer
  - Elle Fanning – Super 8
  - Saoirse Ronan – Wer ist Hanna? (Hanna)
  - Ariel Winter – The Chaperone

### Bester Nebendarsteller in einem Spielfilm
- Matthew J. Evans – Bad Teacher
  - Jonah Bobo – Crazy, Stupid, Love.
  - Karan Brar – Gregs Tagebuch 2 – Gibt’s Probleme? (Diary of a Wimpy Kid: Rodrick Rules)
  - Robert Capron – Gregs Tagebuch 2 – Gibt’s Probleme? (Diary of a Wimpy Kid: Rodrick Rules)
  - Mason Cook – Spy Kids – Alle Zeit der Welt (Spy Kids: All the Time in the World)
  - Colin Ford – Wir kaufen einen Zoo (We Bought a Zoo)
  - Griffin Gluck – Meine erfundene Frau (Just Go With It)
  - Cole Heppell – Red Riding Hood – Unter dem Wolfsmond (Red Riding Hood)
  - Zach Mills – Super 8

### Beste Nebendarstellerin in einem Spielfilm
- Laine MacNeil – Gregs Tagebuch 2 – Gibt’s Probleme? (Diary of a Wimpy Kid: Rodrick Rules)
  - Bailey Anne Borders – Wie ausgewechselt (The Change-Up)
  - Sammy Boyarsky – Rampart – Cop außer Kontrolle (Rampart)
  - Kaitlyn Dever – Bad Teacher
  - Alix Kermes – Prodigal
  - Bella King – Red Riding Hood – Unter dem Wolfsmond (Red Riding Hood)
  - Bailey Madison – Meine erfundene Frau (Just Go With It)
  - Stefanie Scott – Freundschaft Plus (No Strings Attached)
  - Cozi Zuehlsdorff – Mein Freund, der Delfin (Dolphin Tale)
  - Amanda Nichole Manis – The 5th Quarter

### Bester Schauspieler in einem Spielfilm – zehn Jahre oder jünger
- Riley Thomas Stewart – Der Biber (The Beaver)
  - Andrew Astor – Insidious
  - Preston Bailey – Judy Moody and the Not Bummer Summer
  - Peter Bundic – Planet der Affen: Prevolution (Rise of the Planet of the Apes)
  - Connor und Owen Fielding – Gregs Tagebuch 2 – Gibt’s Probleme? (Diary of a Wimpy Kid: Rodrick Rules)
  - Sean Michael Kyer – Everything and Everyone
  - Robbie Tucker – Prom – Die Nacht deines Lebens (Prom)

### Beste Schauspielerin in einem Spielfilm – zehn Jahre oder jünger
- Emma Rayne Lyle – Der ganz normale Wahnsinn – Working Mum (I Don’t Know How She Does It)
- Amara Miller – The Descendants – Familie und andere Angelegenheiten (The Descendants)
  - Dalila Bela – Gregs Tagebuch 2 – Gibt’s Probleme? (Diary of a Wimpy Kid: Rodrick Rules)
  - Rowan Blanchard – Spy Kids – Alle Zeit der Welt (Spy Kids: All the Time in the World)
  - Megan Charpentier – Red Riding Hood – Unter dem Wolfsmond (Red Riding Hood)
  - Maggie Elizabeth Jones – Wir kaufen einen Zoo (We Bought a Zoo)
  - Arcadia Kendal – Sacrifice – Tag der Abrechnung (Sacrifice)

### Beste Besetzung in einem Spielfilm
- Jordana Beatty, Preston Bailey, Parris Mosteller, Garrett Ryan, Ashley Boettcher, Taylor Hender, Cameron Boyce und Jackson Odell – Judy Moody and the Not Bummer Summer
  - Joel Courtney, Elle Fanning, Ryan Lee, Zack Mills, Riley Griffiths, Gabriel Basso und Britt Flatmo – Super 8

### Beste Darstellung in einem internationalen Spielfilm
- Antoine Olivier Pilon, Kanada – Frisson des collines
- Julia Sarah Stone, Kanada – The Year Dolly Parton Was My Mom
  - Guillermo Campra, Spanien – Águila Roja, la película
  - Zoé Héran, Frankreich – Tomboy
  - Stella Kunkat, Deutschland – Dschungelkind
  - Adrian Moore, Deutschland – Der ganz große Traum
  - Theo Trebs, Deutschland – Der ganz große Traum

### Bester Schauspieler in einem Kurzfilm
- Ryan Grantham – Liz
  - Andy Scott Harris – From Darkness
  - Nicky Korba – Coach Ricardo
  - Daniel Lupetina – My Guy
  - Matthew Nardozzi – An Ordinary Summer Day
  - Anthony Restivo – Fable
  - Jason Spevack – Oliver Bump’s Birthday

### Bester Schauspieler in einem Kurzfilm – zehn Jahre oder jünger
- Dawson Dunbar – Bred in Captivity
  - Felix Avitia – Inglés
  - Brady Bryson – Mama
  - Joshua Costea – Lemons & Lemonade
  - Sean Michael Kyer – Shhh
  - Daven Pitkin – Why Does God Hate Me?
  - Aiden Wessel – Irreplaceable

### Beste Schauspielerin in einem Kurzfilm
- Sarah de la Isla – The Aerial Girl
- Ashley Lynn Switzer – Ruby Slippers
- Ashley McGullam – Re-abduction
  - Ava Allan – Becoming
  - Ashlee Fuss – Haven’s Point
  - Cassidi Hoag – Parkdale
  - Savannah Lathem – Vanilla Promises
  - Camryn Molnar – The Ultimate Conquest
  - Angelique Restivo – Fable
  - Rebecca Spicher – Certified
  - Julia Sarah Stone – Ellipse
  - Brandi Alyssa Young – Broken Pieces

### Beste Schauspielerin in einem Kurzfilm – zehn Jahre oder jünger
- Dalila Bela – Joanna Makes a Friend
  - Vanessa Evancic – Liz
  - Merit Leighton – Monster Slayer
  - Katelyn Mager – Joanna Makes a Friend
  - Sierra Pitkin – Dead Friends

### Beste Besetzung in einem DVD-Film
- Skyler Gisondo, Tucker Albrizzi, Sierra McCormick, Jake Johnson und Sage Ryan – Spooky Buddies – Der Fluch des Hallowuff-Hunds (Spooky Buddies)
  - Rhiannon Leigh Wryn, Billy Unger und China Anderson – Monster Mutt

## Preisträger und Nominierte im Bereich Fernsehen

### Bester Hauptdarsteller in einem Fernsehfilm, Miniserie oder Special
- Nicholas Stargel – Oliver’s Ghost
  - Connor Gibbs – A Crush on You
  - Joey Luthman – The Joey & Elise Show
  - Anthony Robinson – Hercules Saves Christmas
  - Christopher Saavedra – We Have Your Husband

### Beste Hauptdarstellerin in einem Fernsehfilm, Miniserie oder Special
- Jada Facer – Love’s Christmas Journey
  - Elise Luthman – The Joey & Elise Show
  - Kiernan Shipka – Smooch

### Bester Nebendarsteller in einem Fernsehfilm, Miniserie oder Special
- Liam McKanna – Beyond the Blackboard
  - Brennan Bailey – The Dog Who Saved Halloween
  - Matthew Knight – The Good Witch’s Family
  - Robert Naylor – Internet-Mobbing (Cyberbully)
  - Raymond Ochoa – Other People’s Kids
  - Bruce Salomon – Deck the Halls
  - Riley Thomas Stewart – A Christmas Wedding Tail

### Beste Nebendarstellerin in einem Fernsehfilm, Miniserie oder Special
- Caitiin Carmichael – Bag of Bones
- Kirstin Dorn – A Christmas Wish
  - Megan Charpentier – He Loves Me
  - Olivia Steele-Falconer – Ein Cosmo & Wanda Movie: Werd’ erwachsen Timmy Turner! (A Fairly Odd Movie: Grow Up, Timmy Turner!)
  - Hannah Leigh – Meet Jane
  - Savannah McReynolds – Beyond The Blackboard
  - Quinn McColgan – Mildred Pierce
  - Olivia Scriven – Mistletoe Over Manhattan
  - Morgan Turner – Mildred Pierce

### Bester Hauptdarsteller in einer Fernsehserie
- Dylan Everett – Highschool Halleluja (Wingin’ it)
- Jared Gilmore – Once Upon a Time – Es war einmal… (Once Upon a Time)
  - Devan Cohen – The Yard
  - Will Jester – Debra!
  - Matthew Knight – Mein Babysitter ist ein Vampir (My Babysitter’s a Vampire)
  - Daniel Lupetina – The Yard
  - Chandler Riggs – The Walking Dead

### Beste Hauptdarstellerin in einer Fernsehserie
- Niamh Wilson – Debra!
- Cristine Prosperi – Degrassi: The Next Generation
  - Zendaya – Shake It Up – Tanzen ist alles (Shake It Up)
  - Jillian Rose Reed – Awkward – Mein sogenanntes Leben (Awkward.)
  - Bella Thorne – Shake It Up – Tanzen ist alles (Shake It Up)

### Bester Nebendarsteller in einer Fernsehserie
- Karan Brar – Jessie
- Maxim Knight – Falling Skies
  - Max Burkholder – Parenthood
  - Jake Johnson – Man Up!
  - Austin MacDonald – Debra!
  - Bradley Steven Perry – Meine Schwester Charlie (Good Luck Charlie)

### Beste Nebendarstellerin in einer Fernsehserie
- Stefanie Scott – A.N.T.: Achtung Natur-Talente (A.N.T. Farm)
  - Ciara Bravo – Big Time Rush
  - Kaitlyn Dever – Last Man Standing
  - Caitlyn Taylor Love – Tripp’s Rockband (I’m in the Band)

### Bester Gastdarsteller in einer Fernsehserie – zwischen 18 und 21 Jahren
- Ryan Malgarini – Mike & Molly
  - Scott Beaudin – Haven
  - Max Ehrich – Parenthood
  - Cameron Monaghan – Rizzoli & Isles
  - Booboo Stewart – Meine Schwester Charlie (Good Luck Charlie)

### Bester Gastdarsteller in einer Fernsehserie – zwischen 14 und 17 Jahren
- Trevor Jackson – Harry’s Law
  - Sterling Beaumon – Law & Order: Special Victims Unit
  - LJ Benet – Die Zauberer vom Waverly Place (Wizards of Waverly Place)
  - Harrison Boxley – Karate-Chaoten (Kickin’ It)
  - Ricardo Hoyos – R.L. Stine’s The Haunting Hour
  - Donnie MacNeil – Hiccups
  - Brandon Soo Hoo – Workaholics
  - Austin Williams – A Gifted Man

### Bester Gastdarsteller in einer Fernsehserie – zwischen 11 und 13 Jahren
- Austin Michael Coleman – Dr. House (House)
- Baljodh Nagra – R.L. Stine’s The Haunting Hour
  - Chandler Canterbury – Fringe – Grenzfälle des FBI (Fringe)
  - Zach Callison – Tripp’s Rockband (I’m in the Band)
  - Zayne Emory – Shake It Up – Tanzen ist alles (Shake It Up)
  - Dakota Goyo – R.L. Stine’s The Haunting Hour
  - Maxim Knight – CSI: Miami
  - Connor Levins – Endgame
  - Christopher Mastandrea – Hot in Cleveland
  - Regan Mizrahi – White Collar
  - Jason Spevack – R.L. Stine’s The Haunting Hour
  - Justin Tinucci – Big Love
  - Mateus Ward – Sports Show with Norm Macdonald

### Bester Gastdarsteller in einer Fernsehserie – zehn Jahre oder jünger
- Darien Provost – Mr. Young
  - Tucker Albrizzi – Big Time Rush
  - Peter Bundic – Eureka – Die geheime Stadt (Eureka)
  - Niles Fitch – Tyler Perry’s House of Payne
  - Connor Gibbs – Memphis Beat

### Beste Gastdarstellerin in einer Fernsehserie – zwischen 17 und 21 Jahren
- Kara Pacitto – Pair of Kings – Die Königsbrüder (Pair of Kings)
- Katelyn Pacitto – Pair of Kings – Die Königsbrüder (Pair of Kings)
  - Katlin Mastandrea – The Middle
  - Erin Sanders – CSI: Miami

### Beste Gastdarstellerin in einer Fernsehserie – zwischen 14 und 16 Jahren
- Rebecca Spicher – Criminal Minds
  - Chelsey Bryson – Karate-Chaoten (Kickin’ It)
  - Sami Gayle – Royal Pains
  - Laine MacNeil – Shattered
  - Evie Louise Thompson – Shake It Up – Tanzen ist alles (Shake It Up)

### Beste Gastdarstellerin in einer Fernsehserie – zwischen 11 und 13 Jahren
- Cameron Protzman – The Glades
- Haley Pullos – Dr. House (House)
  - Rylee Fansler – Chase
  - Mia Ford – Chase
  - Ava Rebecca Hughes – R.L. Stine’s The Haunting Hour
  - Madison Leisle – Love Bites
  - Jessica Mcleod – R.L. Stine’s The Haunting Hour

### Beste Gastdarstellerin in einer Fernsehserie – zehn Jahre oder jünger
- Olivia Steele-Falconer – Mr. Young
  - Melody Angel – Navy CIS (NCIS)
  - Francesca Capaldi – A.N.T.: Achtung Natur-Talente (A.N.T. Farm)
  - Caitlin Carmichael – Shake It Up – Tanzen ist alles (Shake It Up)
  - Savannah McReynolds – Private Practice
  - Shyloh Oostwald – Dr. House (House)
  - Danielle Parker – CSI: Miami
  - Marlowe Peyton – The Middle
  - Malinda Rose Sass – The World’s Astonishing News

### Bester wiederkehrende Schauspieler in einer Fernsehserie – zwischen 17 und 21 Jahren
- Brock Ciarlelli – The Middle
- A.J. Saudin – Degrassi: The Next Generation
  - James Coholen – Debra!
  - Damien C. Haas – So Random!
  - Matthew Fahey – Awkward – Mein sogenanntes Leben (Awkward)

### Bester wiederkehrende Schauspieler in einer Fernsehserie
- Zayne Emory – Tripp’s Rockband (I’m in the Band)
  - Buddy Handleson – Shake It Up – Tanzen ist alles (Shake It Up)
  - Austin MacDonald – Living in your Car
  - Brandon Soo Hoo – Supah Ninjas
  - Tyler Stentiford – Flashpoint – Das Spezialkommando (Flashpoint)
  - Brady und Connor Noon – Boardwalk Empire

### Beste wiederkehrende Schauspielerin in einer Fernsehserie – zwischen 17 und 21 Jahren
- Erin Sanders – Big Time Rush
  - Alexandria DeBerry – A.N.T.: Achtung Natur-Talente (A.N.T. Farm)
  - Kelly Heyer – Raising Hope
  - Victoria Justice – iCarly
  - Bridgit Mendler – Die Zauberer vom Waverly Place (Wizards of Waverly Place)

### Beste wiederkehrende Schauspielerin in einer Fernsehserie
- Frédérique Dufort – Tactik
  - Ava Allan – True Jackson (True Jackson, VP)
  - Kaitlyn Dever – Justified
  - Sami Gayle – Blue Bloods – Crime Scene New York (Blue Bloods)
  - Hannah Leigh – Karate-Chaoten (Kickin’ It)
  - Madison Leisle – The Walking Dead: Torn Apart (Webserie zu The Walking Dead)
  - Lauren Owens – New Girl

### Beste wiederkehrende Schauspielerin in einer Fernsehserie – zehn Jahre oder jünger
- Emily Alyn Lind – Revenge
  - Mackenzie Aladjem – Nurse Jackie
  - Camden Angelis – Debra!
  - Lucy und Josie Gallina – Boardwalk Empire
  - Nikki Hahn – Jimmy Kimmel Live!

### Bester Schauspieler in einer Daytime-Fernsehserie
- Andrew Trischitta – Liebe, Lüge, Leidenschaft (One Life to Live)
- Austin Williams – Liebe, Lüge, Leidenschaft (One Life to Live)
  - Aramis Knight – General Hospital
  - Garrett Ryan – Schatten der Leidenschaft (The Young and the Restless)
  - Aaron Sanders – General Hospital

### Bester Schauspieler in einer Daytime-Fernsehserie – zwölf Jahre oder jünger
- Tate Berney – All My Children
- Robbie Tucker – Schatten der Leidenschaft (The Young and the Restless)
  - Jake Vaughn – All My Children

### Beste Schauspielerin in einer Daytime-Fernsehserie
- Haley Pullos – General Hospital
  - Lexi Ainsworth – General Hospital
  - Ellery Sprayberry – Schatten der Leidenschaft (The Young and the Restless)

### Beste Schauspielerin in einer Daytime-Fernsehserie – zehn Jahre oder jünger
- Danielle Parker – All My Children
  - Mackenzie Aladjem – All My Children
  - Laura Boles – Zeit der Sehnsucht (Days of Our Lives)
  - Dannika Liddell – All My Children

### Herausragende Besetzung in einer Fernsehserie
- Niamh Wilson, Will Jester, Austin MacDonald, Alicia Josipovic, James Coholan und Camden Angelis – Debra!
  - Keana Bastidas, Alex Cardillo, Devan Cohen, Quintin Colantoni, Shemar Charles, Daniel Lupetina, Sarah Cramner, John Fleming, Olivia Scriven, Jared Karp, Siam Yu – The Yard
  - Zendaya, Bella Thorne, Davis Cleveland, Adam Irigoyen, Kenton Duty, Caroline Sunshine und Roshon Fegan – Shake It Up – Tanzen ist alles (Shake It Up)

## Preisträger und Nominierte im Bereich Synchronisation und Theater

### Bester Synchronsprecher
- Colin Ford – Jake und die Nimmerland-Piraten (Jake and the Never Land Pirates)
- Graeme Jokic – Franklin and Friends
- Mark Ramsay – Franklin and Friends
  - Jacob Ewaniuk – The Cat in the Hat Knows a Lot About That!
  - Jet Jurgensmeyer – Spezialagent Oso (Special Agent Oso)
  - John Paul Ruttan – The Doodlebops
  - Jake Sim – Stella and Sam

### Beste Synchronsprecherin
- Grace Rolek – Happiness Is a Warm Blanket, Charlie Brown
- Alexandria Suarez – Dora (Dora the Explorer)
  - Abigail Breslin – Rango
  - Nissae Isen – My Big, Big Friend
  - Emily Alyn Lind – Prep & Landing
  - Ramona Marquez – Arthur Weihnachtsmann (Arthur Christmas)

### Bester Schauspieler in einem Theaterstück
- LJ Benet – Wer die Nachtigall stört (To Kill a Mockingbird)
- Aiden Eyrick – Jerusalem
  - Dusan Brown – Der König der Löwen (The Lion King)
  - Niles Fitch – Der König der Löwen (The Lion King)
  - Andy Scott Harris – South Street
  - Jonah Lloyd – Once Upon a Dream
  - Matthew Nardozzi – 13
  - Jordan Wessel – Große Erwartungen (Great Expectations)
  - Lewis Grosso – Mary Poppins

### Beste Schauspielerin in einem Theaterstück
- Hannah Lloyd – Once Upon a Dream
  - Lauren Delfs – Fever Chart
  - Kara Oates – Mary Poppins
  - Eden Sanaa Duncan Smith – Der König der Löwen (The Lion King)
  - Jolie Vanier – Once on This Island